# MWM (entreprise)
MWM ou MWM AI, anciennement DJiT puis Music World Media, est une start-up française spécialisée dans le développement d’applications mobiles et tablettes, ainsi que d’objets connectés dans le domaine de la musique. 
Installée à Boulogne-Billancourt en banlieue parisienne, elle conçoit, développe et commercialise ses propres produits. La plupart des applications sont disponibles sur iOS, Android et Windows.

## Histoire

### Création
Créée en 2009 par deux étudiants en école d’ingénieur, MWM, à cette époque connue sous le nom de DJiT, met au point des solutions logicielles et matérielles pour les DJs et amateurs de DJing. Les deux amis, Jean-Baptiste Hironde (actuel CEO) et Nicolas Dupré, ont l’ambition de rendre accessible à tous, la maîtrise d’une table de mixage, ainsi que la réalisation de transitions entre les musiques.

### Développement de la société
En 2012, la start-up, lance sa première application de mix : edjing pour iPhone. Elle sort ensuite les versions iPad et Android la même année. La même année, la start-up s’agrandit et installe son siège à Boulogne-Billancourt, en banlieue parisienne.
En 2013, elle réalise une première levée de fonds et récolte 2,5 millions d'euros. Parmi les investisseurs on compte Daniel Marhely, cofondateur de Deezer.
À partir de 2014, la société se diversifie et propose une gamme d’applications permettant d’améliorer la qualité audio de la musique écoutée telle qu'Equalizer+. 
En 2016, à l’occasion du CES, MWM présente son premier objet connecté, le Mixfader. La start-up bénéficie alors du soutien d’artistes du milieu, tels que le groupe 9 O’clock, triple champion du monde de scratch, ainsi que de nombreux scratcheurs. Sur sa lancée, l’entreprise développe une nouvelle application, à usage professionnel et payante cette fois : edjing pro. L’application a été mise en avant par Apple pour le lancement de l’iPhone 7 en septembre 2016.
À l’automne 2016, la start-up réalise une autre importante levée de fonds, à hauteur de 2,6 millions d’euros réalisée auprès de Bpifrance, d’XLR capital, de Business Angels et d'investisseurs tels que le DJ Martin Solveig ainsi que le manager de David Guetta, Jean-Charles Carré. Cette levée permet à l’entreprise de poursuivre son développement dans le hardware.

### Changement de nom
La start-up, anciennement connue sous le nom de DJiT, a changé de nom en juin 2017 pour devenir MWM, soit Music World Media.[réf. souhaitée]

## Produits
Dans un premier temps, MWM a développé uniquement des applications (software mobile, tablette). Depuis 2015, elle s’est diversifiée dans la production d’objets connectés (le Mixfader). 

### Applications
La plupart des applications fonctionne selon un modèle freemium. Cela signifie que les fonctionnalités de base sont gratuites et qu’il y a la possibilité d’en acheter dans l’application. 
Edjing Mix est une application de mix sur smartphone et tablettes. Elle permet d’automatiser les transitions entre deux musiques et de créer des mix. Elle fonctionne avec la musique présente dans la mémoire de l’appareil, mais aussi à partir de plateformes de streaming (Deezer, Soundcloud).
Edjing Pro est une application payante lancée en 2015. Elle s’adresse davantage à un public de professionnels. Les fonctionnalités et effets y sont plus techniques et nombreux (nouveaux effets audios, bpm, pitch setting, crossfader curve).
Equalizer+ permet d'améliorer la qualité de la musique (player, réglage des basses, égaliseur).
Stream est un player de vidéos Youtube. En créant une pop-up flottante, elle permet d'écouter la musique sur Youtube, tout en continuant de faire autre chose sur l’appareil.
L'ensemble des applications totaliserait plus de 110 millions de téléchargements sur les App stores. La communauté des utilisateurs s’étend sur 182 pays.

### Objets connectés
Mixfader est le premier crossfader connecté. Il a été produit grâce à une campagne menée sur Kickstarter, qui a permis de collecter plus de 100 000 €. Il s’agit d’un boîtier connecté en Bluetooth (crossfader sans fil) au smartphone ou à la tablette, doté d’une pièce mobile qui permet au DJ de basculer rapidement d’une piste à l’autre sur un axe horizontal, et donc, de scratcher.